# Équipe d'Aruba féminine de volley-ball
L'équipe d'Aruba de volley-ball féminin est composée des meilleures joueuses arubéennes sélectionnées par la Fédération arubéenne de Volleyball (Aruba Volleyball Association, AVA). Elle est actuellement classée au 100e rang de la FIVB au 15 janvier 2010.

## Sélection actuelle
Sélection pour les qualifications aux Championnats du monde 2010.

Entraîneur :  Evelyne Wong ; entraîneur-adjoint :  Irald Phelipa

## Palmarès et parcours

### Palmarès
Néant.